# Tomești (Harghita)
Tomești [ˈtomeʃtʲ] (veraltet Sântămaș oder Ciuc-Sântamaș; ungarisch Csíkszenttamás oder Szenttamás) ist eine Gemeinde im Kreis Harghita in der Region Siebenbürgen in Rumänien.

## Geographische Lage

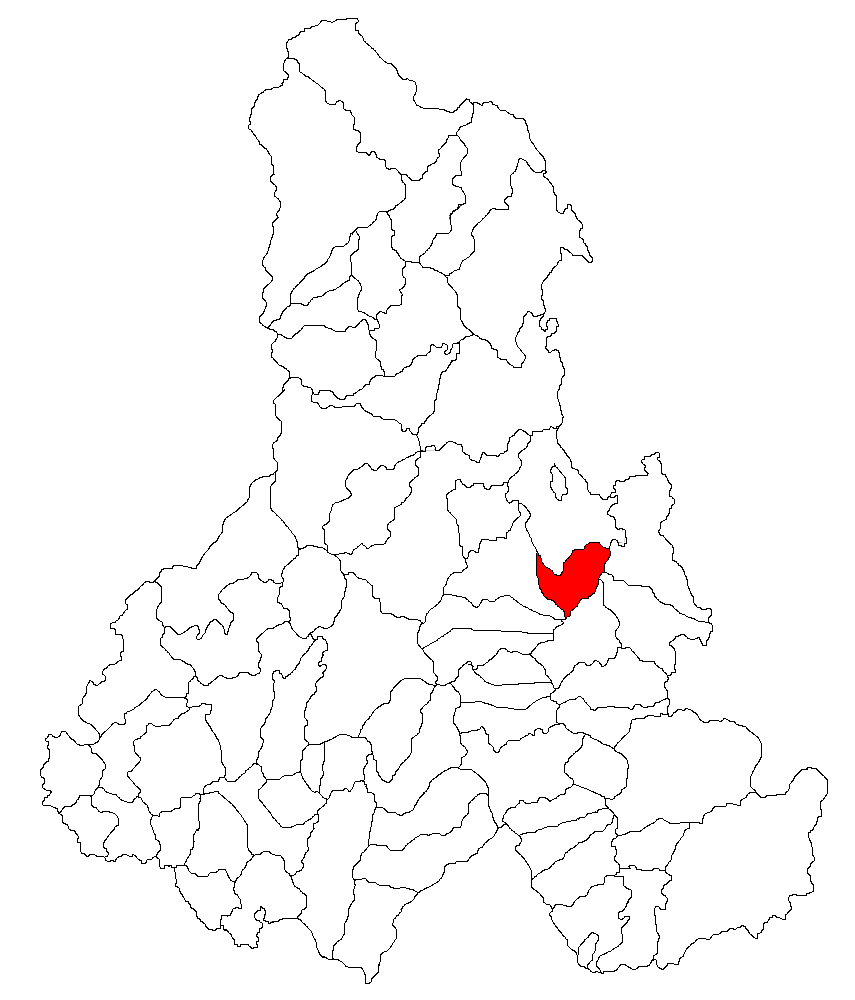
Lage der Gemeinde Tomești im Kreis Harghita

Tomești liegt östlich des Siebenbürgischen Beckens zwischen dem Harghita- und dem Ciuc-Gebirge – Teilgebirge der Ostkarpaten – in der historischen Region Szeklerland. Tomești liegt an der Mündung des Baches Lunca in den Oberlauf des Olt (Alt), an der Bahnstrecke Siculeni–Gheorgheni und der Nationalstraße (Drum național) DN12, 27 Kilometer nördlich von der Kreishauptstadt Miercurea Ciuc (Szeklerburg) entfernt.

## Geschichte
Der fast ausschließlich von römisch-katholischen Szeklern bewohnte Ort Tomești wurde im Jahr 1333 erstmals urkundlich erwähnt.
Das archäologische Verzeichnis Repertoriul Arheologic Național vermerkt im Ortszentrum und bei Pârâul Cetății eine Siedlung der Jungsteinzeit, sowie mehrere archäologische Funde der Hallstattzeit bei Izvorul Köd. Mehrere Siedlungen bei Valea Bábaszó, Fântâna Szákádut, Déllo, Grădina Scurtă und bei Fundul Fântânii werden der Latènezeit zugeordnet.
Zur Zeit des Königreichs Ungarn gehörte Tomești verwaltungstechnisch zum Stuhlbezirk Felcsík im Komitat Csík (rumänisch Comitatul Ciuc), anschließend zum historischen Kreis Ciuc und seit 1950 zum heutigen Kreis Harghita.
Tomești gehörte bis 2003 zur heutigen Gemeinde Cârța (ungarisch Karcfalva), seither ist der Ort eine eigenständige Gemeinde.

## Bevölkerung
Die Bevölkerung von Tomești entwickelte sich wie folgt:
| Volkszählung | Volkszählung | Ethnische Zusammensetzung | Ethnische Zusammensetzung | Ethnische Zusammensetzung | Ethnische Zusammensetzung |
| Jahr         | Bevölkerung  | Rumänen                   | Magyaren                  | Deutsche                  | andere                    |
| ------------ | ------------ | ------------------------- | ------------------------- | ------------------------- | ------------------------- |
| 1850         | 1632         | 240                       | 1343                      | -                         | 49                        |
| 1920         | 2317         | 814                       | 1503                      | -                         | -                         |
| 1941         | 3492         | 64                        | 3394                      | 4                         | 30                        |
| 1977         | 2929         | 31                        | 2897                      | 1                         | -                         |
| 2002         | 2644         | 6                         | 2637                      | -                         | 1                         |
| 2011         | 2563         | 6                         | 2528                      | -                         | 29                        |
| 2021         | 2430         | 15                        | 2358                      | 2                         | 55 (2 Roma)               |

Seit 1850 wurde in Tomești die höchste Einwohnerzahl, sowie die der Magyaren und der Rumäniendeutschen 1941 ermittelt. Die höchste Anzahl der Rumänen wurde 1920 und die der Roma (49) wurde 1850 registriert.

## Sehenswürdigkeiten
- Die denkmalgeschützte Ruine eines mittelalterlichen Kirchturms (ungarisch Csonkatorony) aus dem 15. Jahrhundert liegt etwa einen Kilometer westlich von Tomești (⊙).[9]
- In der Ortsmitte befinden sich die denkmalgeschützten Fundamente des ehemaligen Landsitzes der ungarischen Adelsfamilie Apaffy, der nach unterschiedlichen Angaben entweder im 14. Jahrhundert errichtet und im 18. umgebaut[10] oder im 17. Jahrhundert errichtet wurde.[11] Beide stehen unter Denkmalschutz. Der ehemalige Landsitz war einst auch Sitz eines landwirtschaftlichen Betriebs.[10]
- Unter Denkmalschutz steht auch das Mitte des 17. Jahrhunderts errichtete Anwesen der Familie Sándor (Hausnummer 737).[10]
- Nicht unter Denkmalschutz steht die 1777 wieder aufgebaute römisch-katholische Ortskirche. In der Kirche steht die fürstliche Madonna von Csíkszenttamási, etwa im 15. Jahrhundert aus Holz geschnitzt. Diese stand in der 1725 verfallenen alten Kirche.[12]

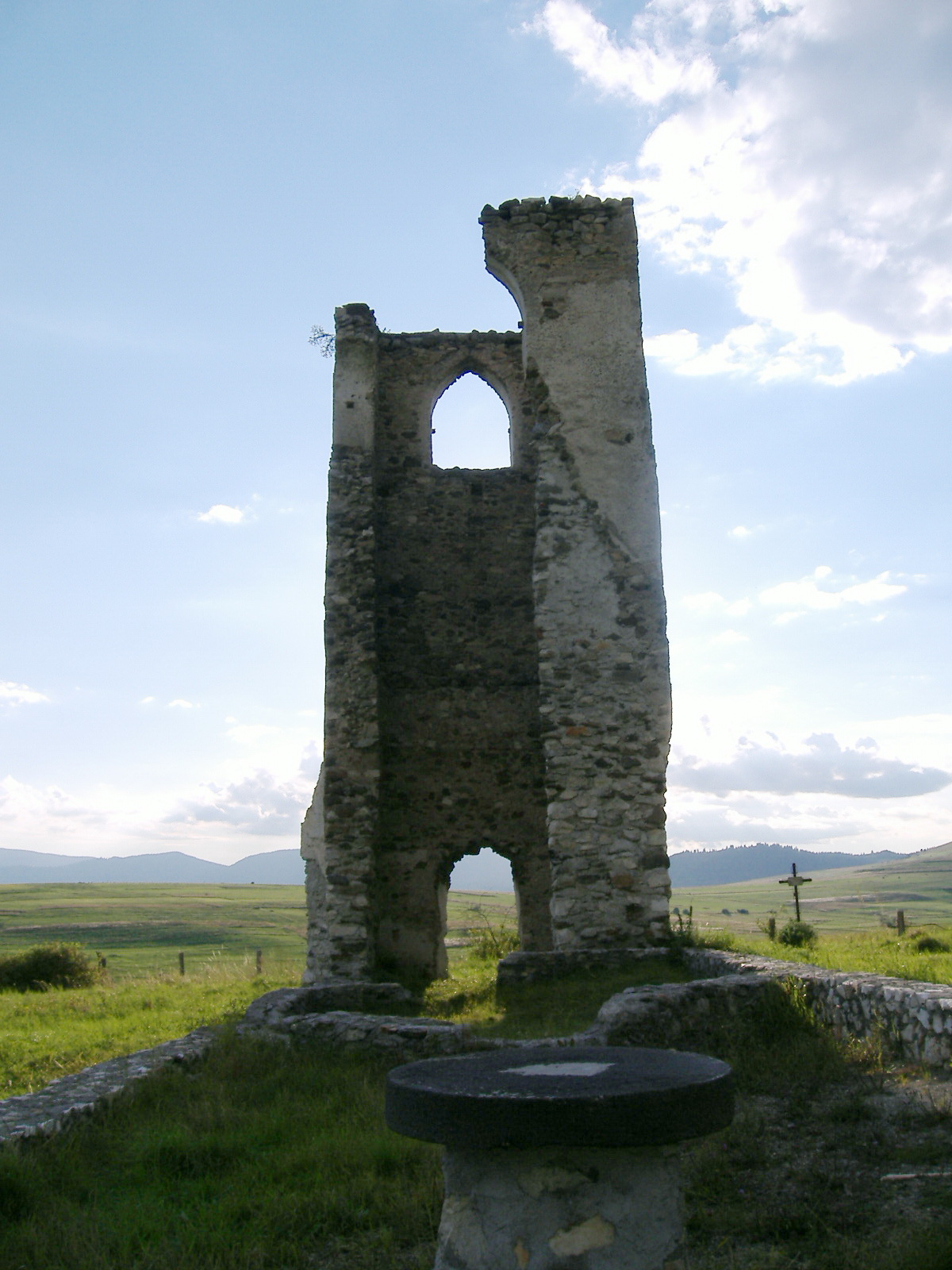
Ruine des mittelalterlichen Kirchturms
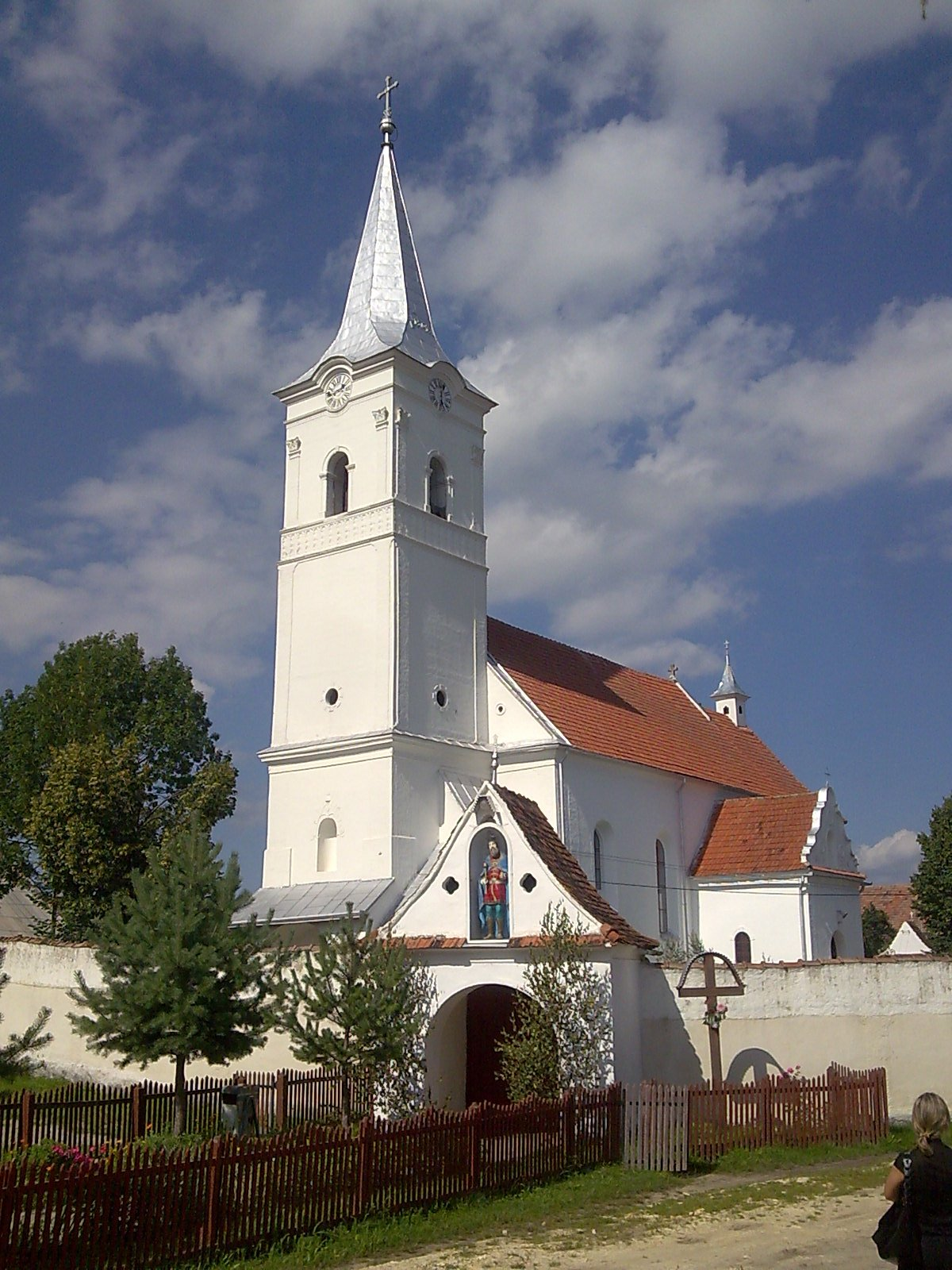
Die römisch-katholische Kirche

## Städtepartnerschaft
Die Gemeinde Tomești pflegt Partnerschaften mit den ungarischen Gemeinden Forráskút und Gyenesdiás und der Kleinstadt Tét (Tietzing).